# Lijst van slagschipklassen van de United States Navy
De Lijst van slagschipklassen van de United States Navy bevat alle slagschipklassen die ooit besteld zijn door de United States Navy. De aanduiding tussen haakje bij de bewapening staat voor (aantal koepels x aantal lopen)

## Pre-Dreadnought types

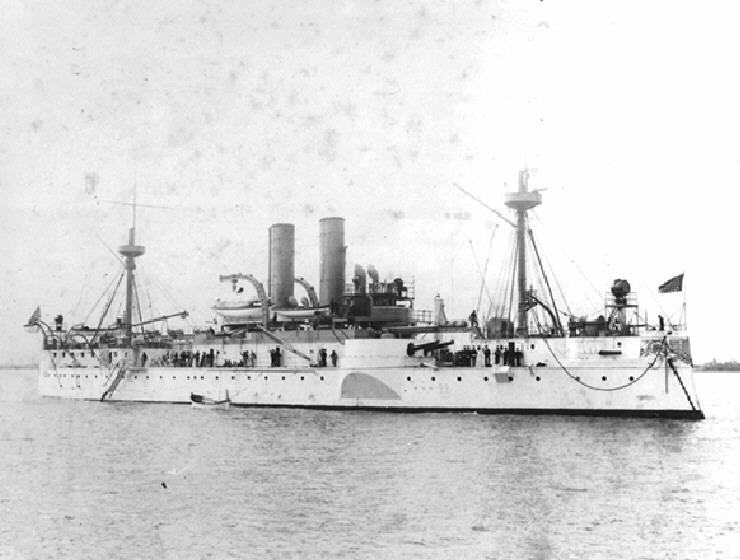
USS Maine

### USSMaine
- Deplacement: 6,682 ton
- Bewapening: 4 × 10 inch (250 mm) (2 x 2); 6 × 6 inch (152 mm) (6x1); 7 x 6 ponders (3 kg) (7x1); 8 x 1 ponders (0.5 kg) (8x1); 4 × 14 inch (350 mm) oppervlakte torpedobuizen

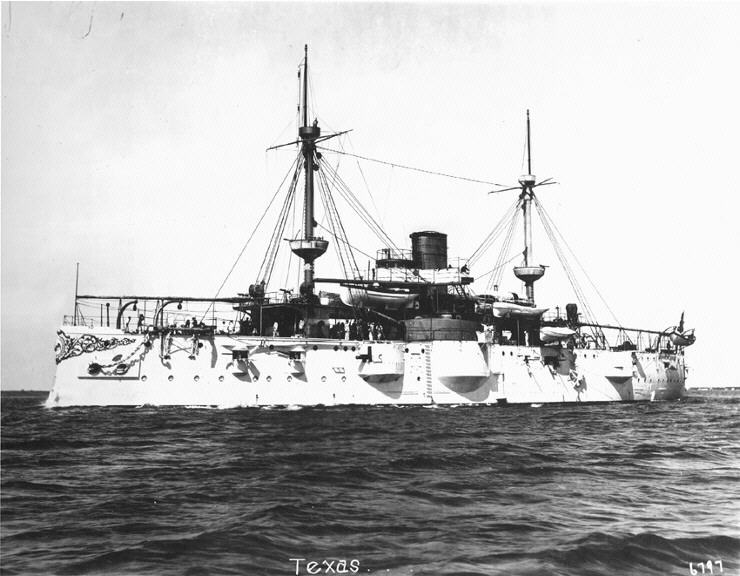
USS Texas

- Snelheid: 17 knopen
- Schepen in klasse: 1
- In dienst: 17 september 1895
- lot: Gezonken 15 februari 1898

### USSTexas
- Deplacement: 6.682 ton
- Bewapening: 2 × 12 inch (305 mm) (2x1); 6 × 6 inch (152 mm) (6x1); 12 x 6 ponders (2.7 kg) (12x1); 6 x 1 ponders (6x1); 4, later 2 (voor en achter buizen verwijderd in 1897) x 14 inch (356 mm) torpedobuizen

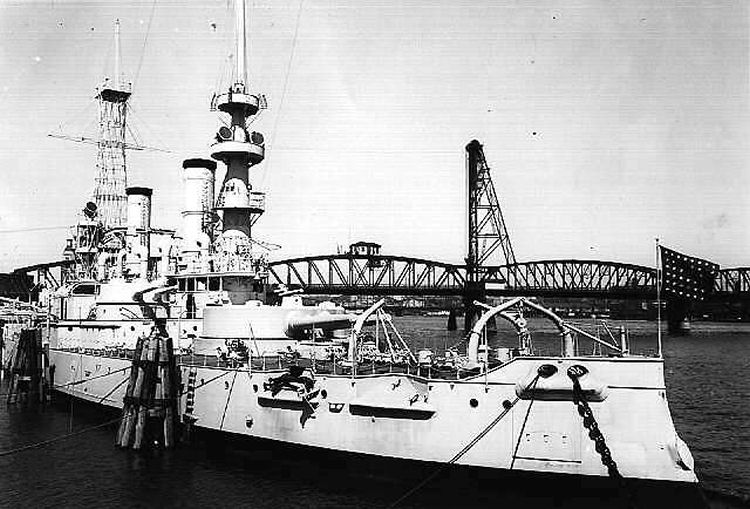
USS Oregon

- Snelheid: 18 knopen
- Shepen in klasse: 1
- In dienst: 15 augustus 1895
- Lot: uit dienst 1 februari 1911

### Indiana-klasse
- Deplacement: 10.288 ton
- Bewapening: 4 × 13 inch (330 mm) (2x2), 8 × 8 inch (203 mm) (4x2), 4 × 6 inch (152 mm) (4x1), 20 x 6-ponders (20x1), 6 x 1-ponders (6x1), 4 Gatlinggeweren (4x1), 6 × 18 inch (457 mm) oppervlakte torpedobuizen
- Snelheid: 15 knopen
- Shepen in klasse: 3: USS Indiana, USS Massachusetts, and USS Oregon
- In dienst: 20 november 1895
- Lot: Uit dienst 17 juli 1920; Indiana en Massachusetts gezonken als doelen; Oregon gepreserveerd als herdenkingsplaats 1936, gesloopt 1956

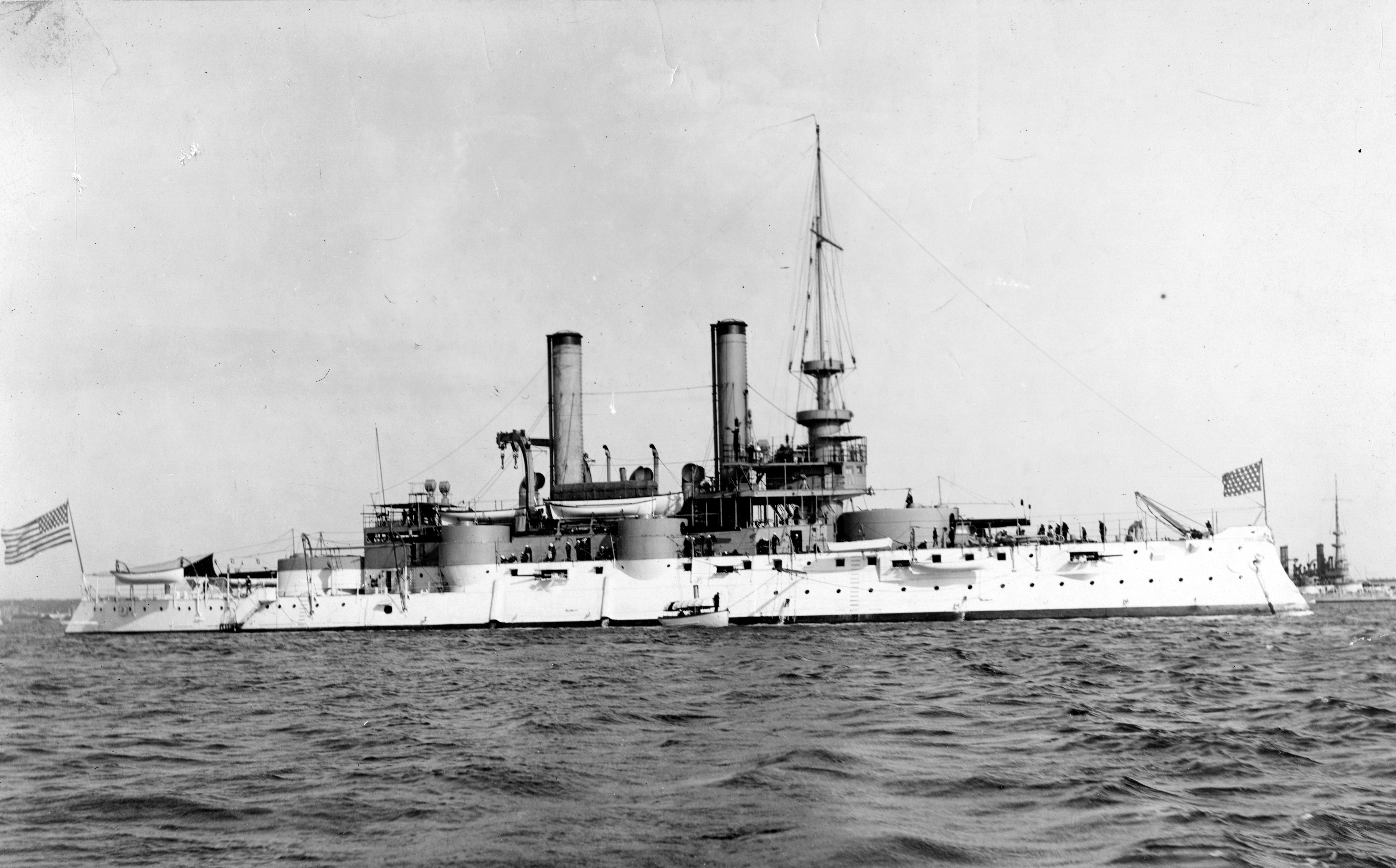
USS Iowa

### USSIowa
- Deplacement: 11.346 ton
- Bewapening: 4 × 12 inch (305 mm) (2x2), 8 × 8 inch (203 mm) (4x2), 6 × 4 inch (102 mm) guns (6x1), 20 x 6-ponders (20x1), 4 x 1-ponders (4x1), 4 × 14 inch (356 mm) torpedobuizen

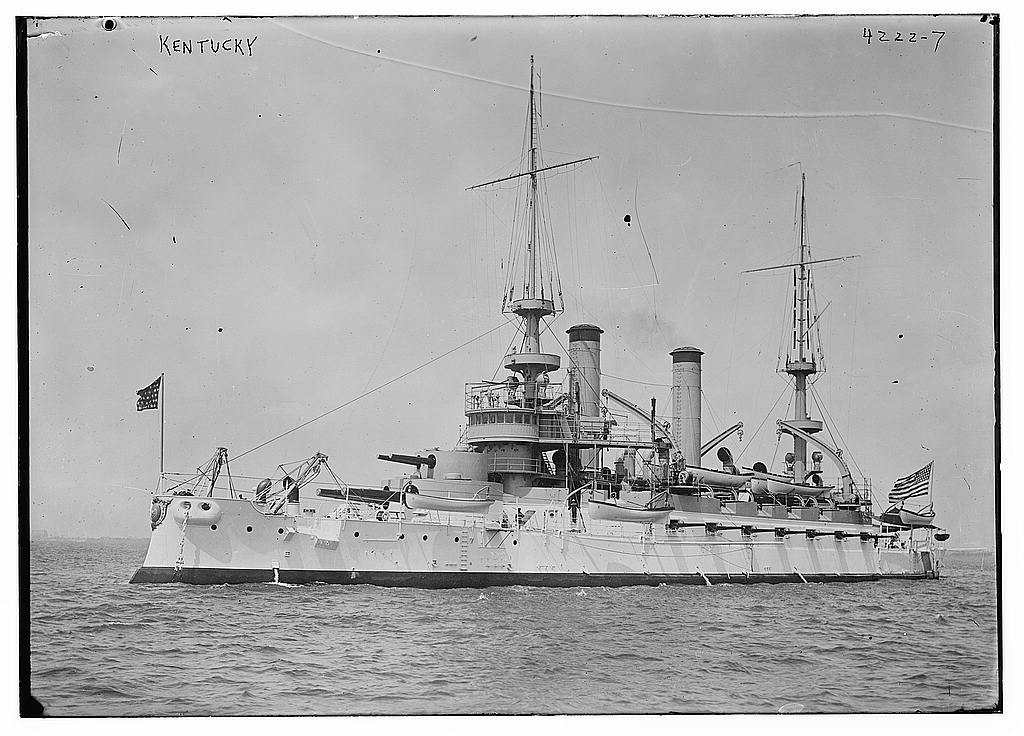
USS Kentucky

- Snelheid: 17 knopen
- Schepen in klasse: 1
- In dienst: 16 juni 1897
- Lot: Uit dienst 31 maart 1919

### Kearsarge-klasse
- Deplacement: 11.540 ton
- Bewapening: 4 × 13 inch (330 mm) (2x2), 4 × 8 inch (203 mm) (2x2), 14 × 6 inch (152 mm) (14x1), 20 x 6-ponders (20x1), 8 x 1-ponders (8x1), 4 x .30-kaliber machinegeweren
- Snelheid: 15 knopen
- Schepen in klasse: 2: USS Kearsarge en USS Kentucky

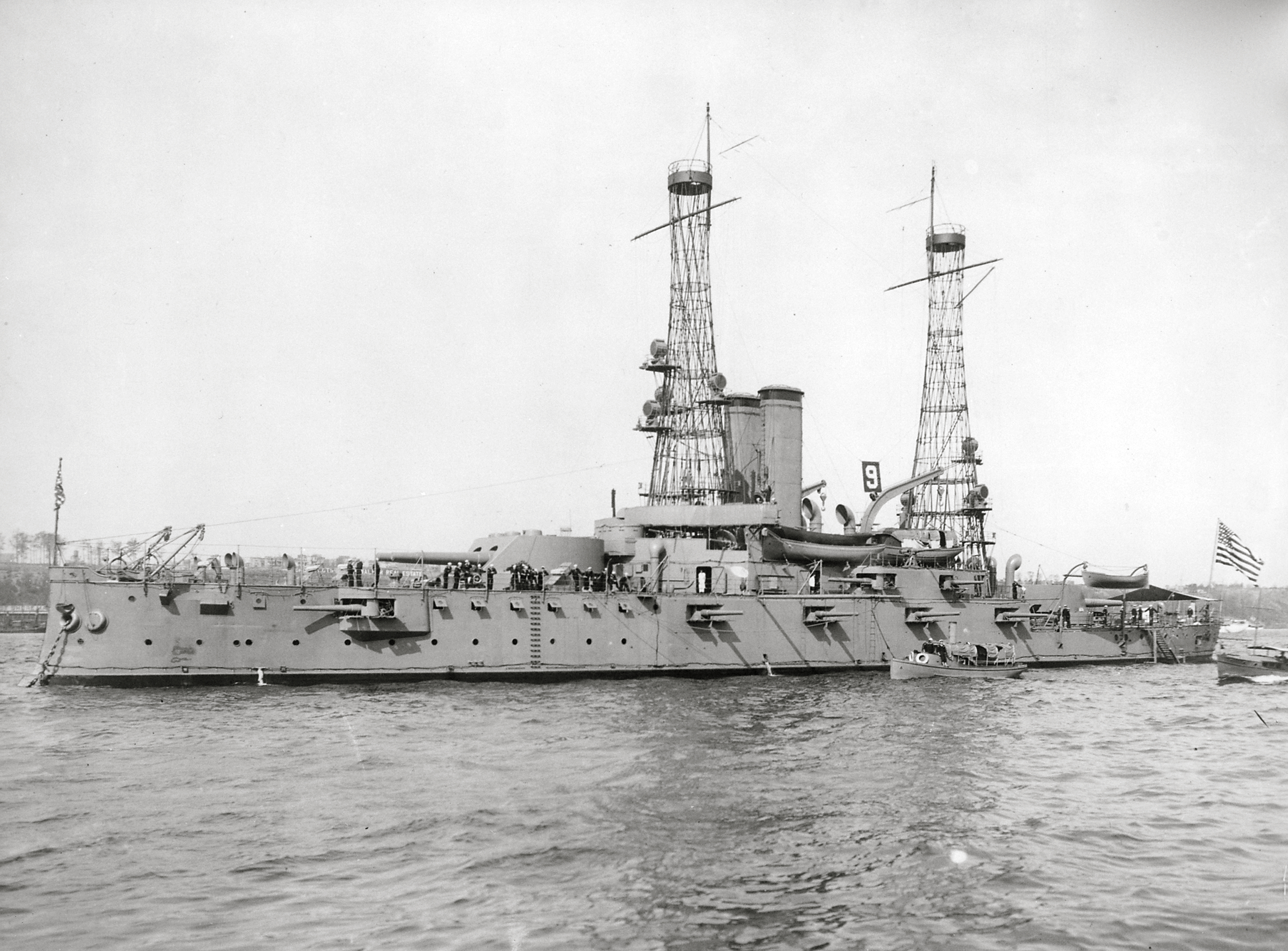
USS Alabama

- In dienst: 20 februari 1900
- Lot: Uit dienst 29 mei 1920

### Illinois-klasse
- Deplacement: 11,565 ton
- Bewapening: 4 × 13 inch (330 mm) (2x2), 14 × 6 inch (152 mm) (14x1), 16 x 6 ponders (2.7 kg) (16x1), 6 x 1 ponders (454 g) (6x1), 4 torpedobuizen
- Snelheid: 17 knopen
- Schepen in klasse: 3: USS Illinois, USS Alabama, en USS Wisconsin

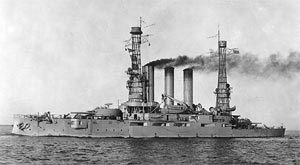
USS Maine

- In dienst: 16 oktober 1900
- Lot: Uit dienst 17 juli 1920

### Maine-klasse
- Deplacement: 12.500 ton
- Bewapening: 4 × 12 in (305 mm) (2x2), 16 × 6 in (152 mm) (16x1), 6 × 3 in (76 mm) (6x1), 8 x 3-ponders (8x1), 6 x 1-ponders (6x1), 3 x .30-kaliber machinegeweren (3x1), 2 × 18 in (457 mm) onderwater torpedobuizen
- Snelheid: 18 knopen
- Schepen in klasse: 3: USS Maine, USS Missouri, en USS Ohio

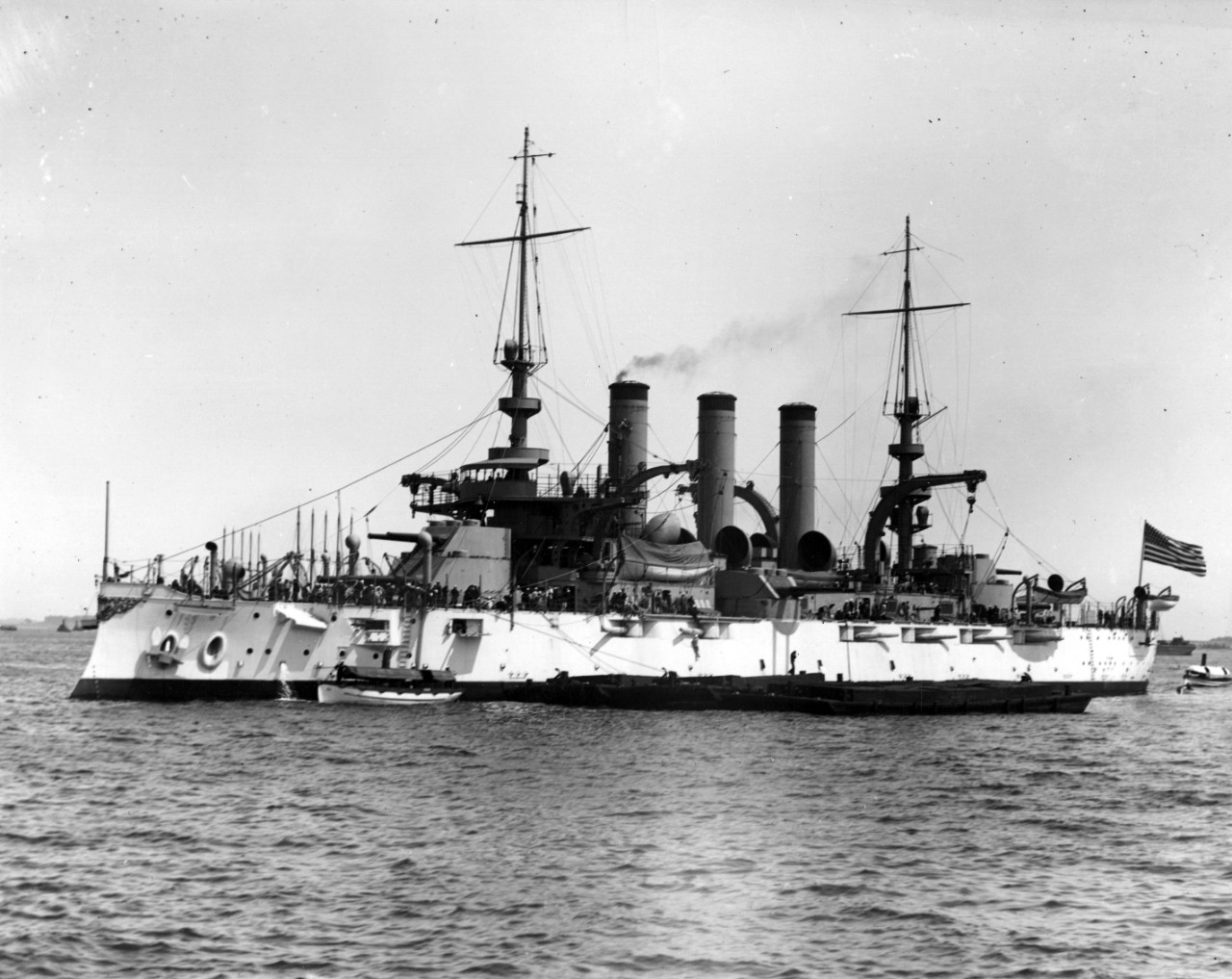
USS New Jersey

- In dienst: 29 december 1902
- Lot: Uit dienst 31 mei 1922

### Virginia-klasse
- Deplacement: 15.000 ton
- Bewapening: 4 × 12 in (305 mm) (2x2), 8 × 8 in (203 mm) (4x2), 12 × 6 in (152 mm) guns (12x1), 24 1-ponders (24x1), 4 × 21 in (533 mm) torpedobuizen
- Bepantsering: Gordel 280 mm; koepel 304 mm; Dek 76 mm
- Snelheid: 19 knopen
- Schepen in klasse: 5: USS Virginia, USS Nebraska, USS Georgia, USS New Jersey, en USS Rhode Island
- In dienst: 19 februari 1902
- Lot: Uit dienst 13 augustus 1920

### Connecticut-klasse
- Deplacement: 16.000 ton
- Bewapening: 4 × 12 in (305 mm) (2x2), 8 × 8 in (203 mm) (4x2), 12 × 7 in (178 mm) (12x1), 10 × 3 in (76 mm) (10x1), 4 × 21 in (533 mm) torpedobuizen
- Bepantsering:
- Snelheid: 18 knopen
- Schepen in klasse: 5: USS Connecticut, USS Louisiana, USS Vermont, USS Kansas, en USS Minnesota
- In dienst: 1906
- Lot: Uit dienst 1923

### Mississippi-klasse
- Deplacement: 13.000 ton
- Bewapening: 4 × 12 in (305 mm) (2x2), 8 × 8 in (203 mm) (4x2), 8 × 7 in (178 mm) (8x1), 12 × 3 in (76 mm) (12x1), 6 x 3 ponder (6x1), 2 x 1 ponder (2x1), 6 x .30-kaliber machine guns (6x1), 2 × 21 in (533 mm) torpedobuizen
- Bepantsering:
- Snelheid: 17 knopen
- Schepen in klasse: 2: USS Mississippi en USS Idaho
- In dienst: 1 februari 1908
- Lot: Uit dienst 30 juli 1914 en verkocht aan Griekenland

## Dreadnought era

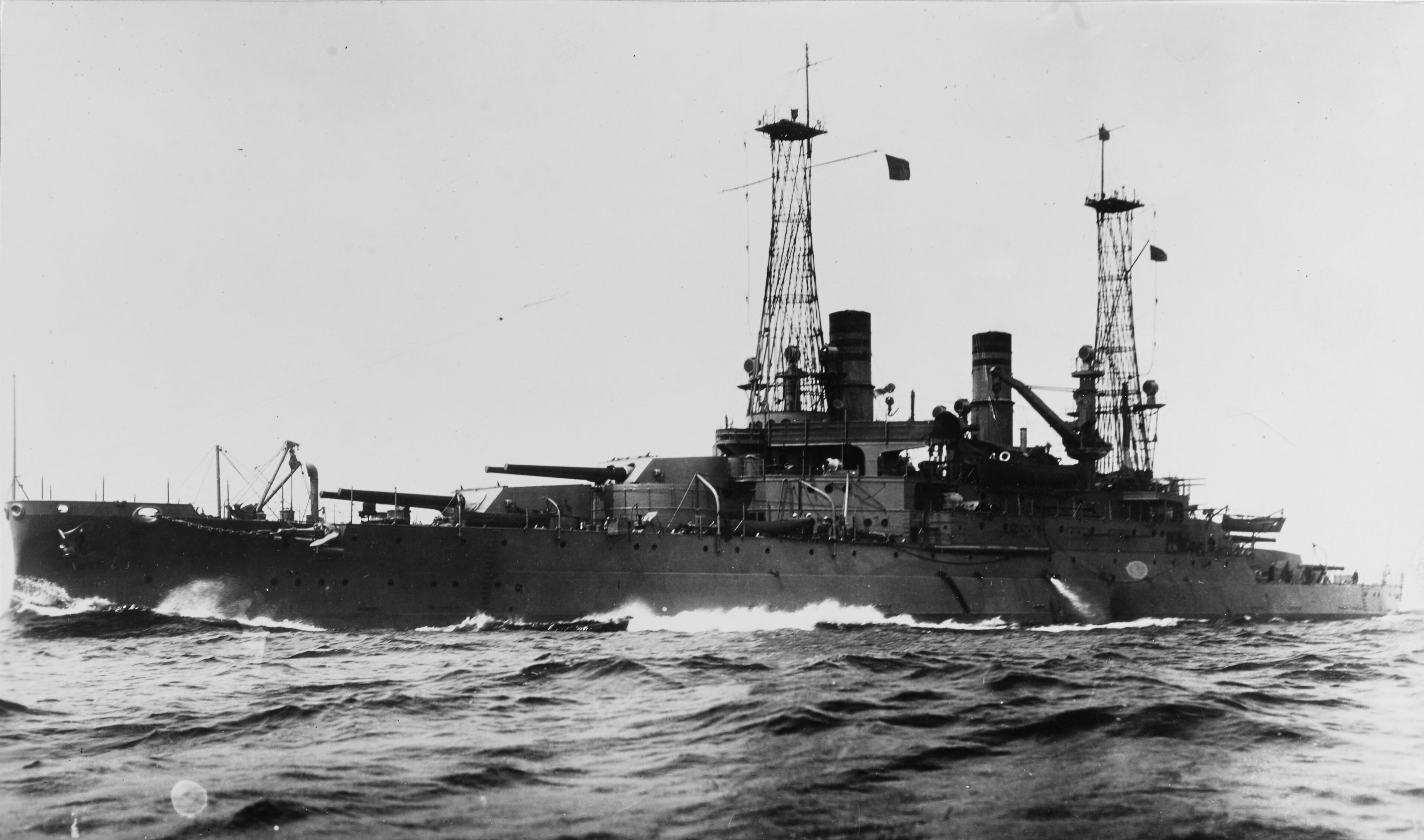
USS Michigan

### South Carolina-klasse
- Deplacement: 16.000 ton
- Bewapening: 8 × 12 in (305 mm) kanonnen (4x2), 22 × 3 in (76 mm) (22x1), 2 x 3 ponder (2x1), 2 × 21 in (533 mm) torpedobuizen
- Bepantsering:
- Snelheid: 17 knopen
- Schepen in klasse: 2: USS South Carolina en USS Michigan
- In dienst: beiden in 1910
- Lot: Uit dienst 1921 en 1922, beiden verkocht voor schroot

### Delaware-klasse
- Deplacement: 20.380 ton
- Bewapening: 10 × 12 in (305 mm) (5x2), 14 × 5 in (127 mm) (14x1), 22 × 3 in (76 mm) (22x1), 2 x 3 ponder (2x1) kanonnen, 2 × 21 in (533 mm) torpedobuizen
- Bepantsering:
- Snelheid: 21 knopen
- Schepen in klasse: 2: USS Delaware en USS North Dakota
- In dienst: beide in 1910
- Lot: beide Uit dienst 1923 en voor schroot verkocht

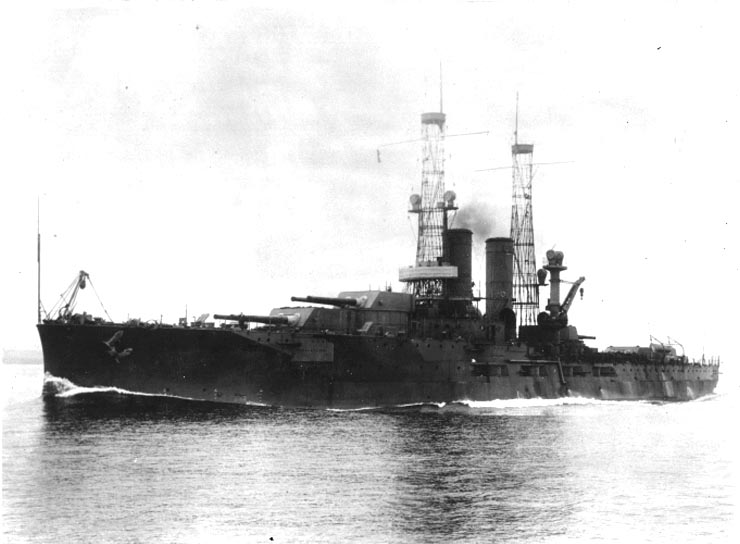
USS Utah

### Florida-klasse
- Deplacement: 21.800 ton
- Bewapening: 10 × 12 in (305 mm) (5x2), 16 × 5 in (127 mm) (16x1), 2 × 21 in (533 mm) torpedobuizen
- Bepantsering:
- Snelheid: 21 knopen
- Schepen in klasse: 2: USS Florida en USS Utah
- In dienst: beide in 1911
- Lot: Florida gesloopt in 1932, Utah werd doelschip in 1931, gezonken in Pearl Harbor in 1941

### Wyoming-klasse
- Deplacement: 27.200 ton
- Bewapening: 12 × 12 in (305 mm) (6x2), 21 × 5 in (127 mm) (21x1), two 3-inch (3x1), 2 × 21 in (533 mm) torpedobuizen
- Bepantsering:
- Snelheid: 21 knopen
- Schepen in klasse: 2: USS Wyoming en USS Arkansas
- In dienst: beide in 1912
- Lot: Wyoming Uit dienst in 1947, Arkansas gezonken bij Operation Crossroads in 1946

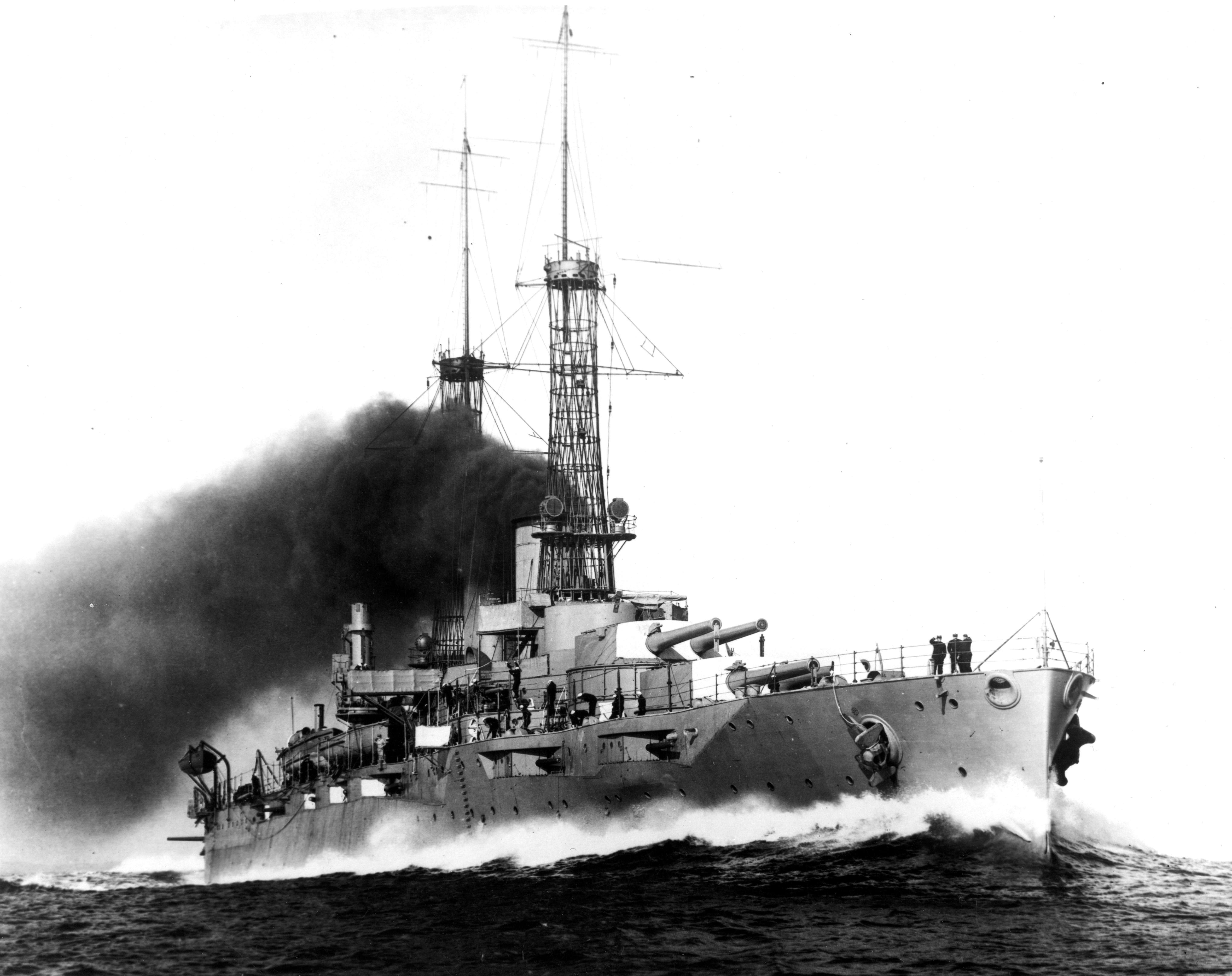
USS New York

### New York-klasse
- Deplacement: 27.200 ton
- Bewapening: 10 × 14 in (356 mm) (5x2), 21 5-inch (21x1), twee 3-inch (2x1), 2 × 21 in (533 mm) torpedobuizen
- Bepantsering:
- Snelheid: 21 knopen
- Schepen in klasse: 2: USS New York en USS Texas
- In dienst: beide in 1914
- Lot: New York gezonken als doel in 1948, Texas gepreserveerd als herdenkingsplaats 1948

## Standaard type

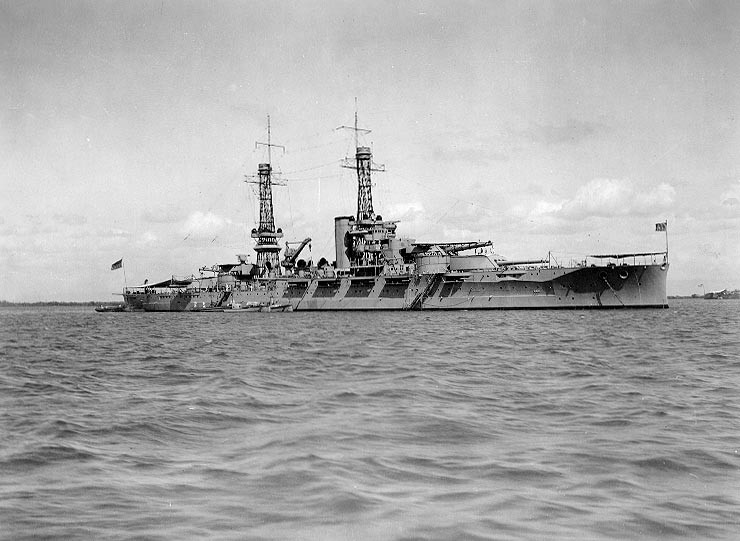
USS Oklahoma

### Nevada-klasse
- Deplacement: 27.500 ton
- Bewapening: 10 × 14 in (356 mm) (2x3, 2x2), 21 × 5 in (127 mm) (21x1), 4 × 21 in (533 mm) torpedobuizen
- Bepantsering:
- Snelheid: 20 knopen
- Schepen in klasse: 2: USS Nevada en USS Oklahoma
- In dienst: beide in 1916
- Lot: Nevada gezonken als doel in 1948; Oklahoma gezonken in Pearl Harbor in 1941, opgehaald en gestript van bruikbare onderdelen, gezonken terwijl onderweg naar slooplocatie in 1947

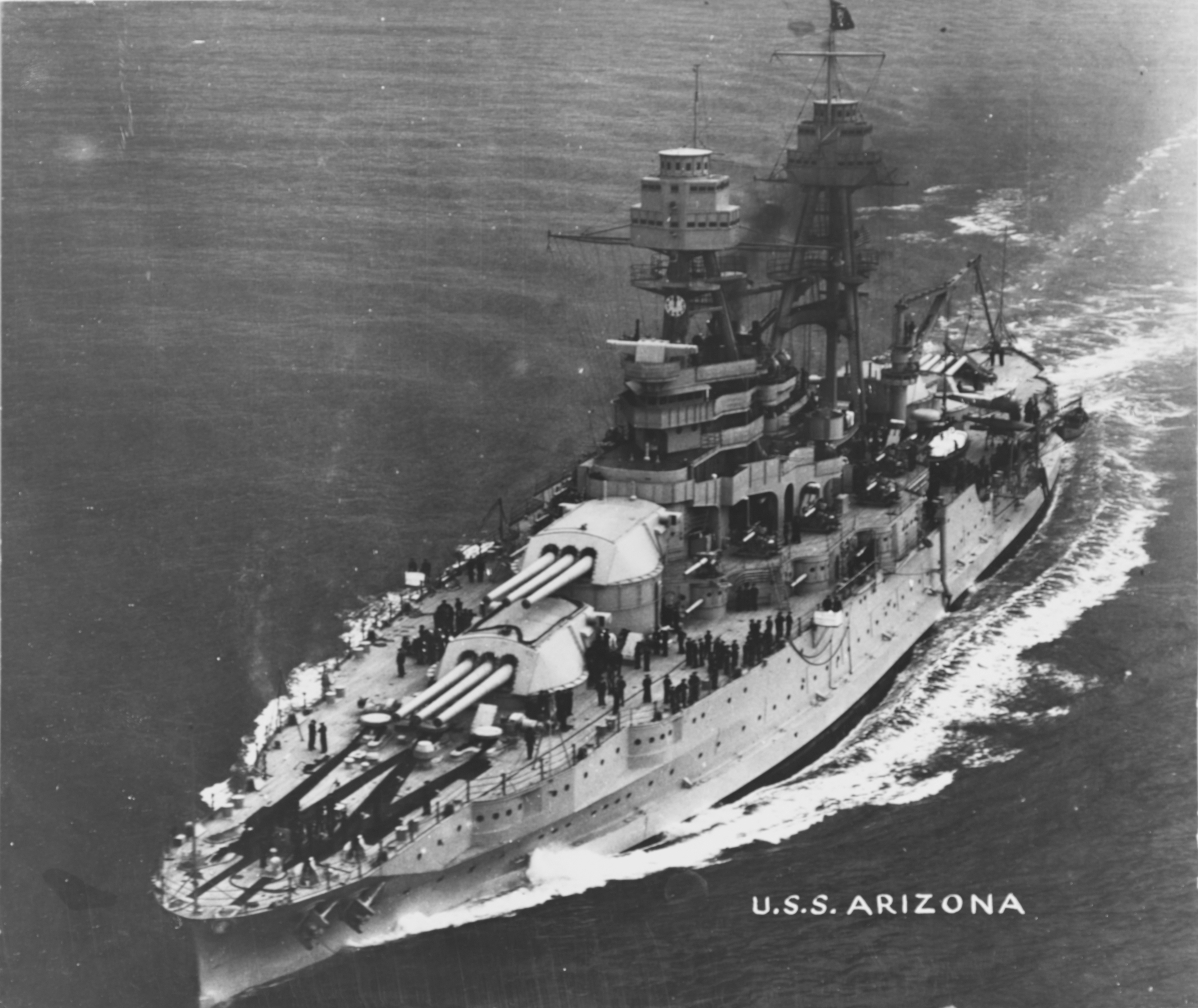
USS Arizona

### Pennsylvania-klasse
- Deplacement: 31.400 ton
- Bewapening: 12 × 14 in (356 mm) (4x3), 14 × 5 in (127 mm) (14x1), 4 × 3 in (76 mm) (4x1), 2 × 21 in (533 mm) torpedobuizen
- Bepantsering:
- Snelheid: 21 knopen
- Schepen in klasse: 2: USS Pennsylvania en USS Arizona
- In dienst: beide in 1916
- Lot: Pennsylvania gezonken na Operation Crossroads in 1946, Arizona vernietigd in Pearl Harbor in 1941, tegenwoordig herdenkingsplaats.

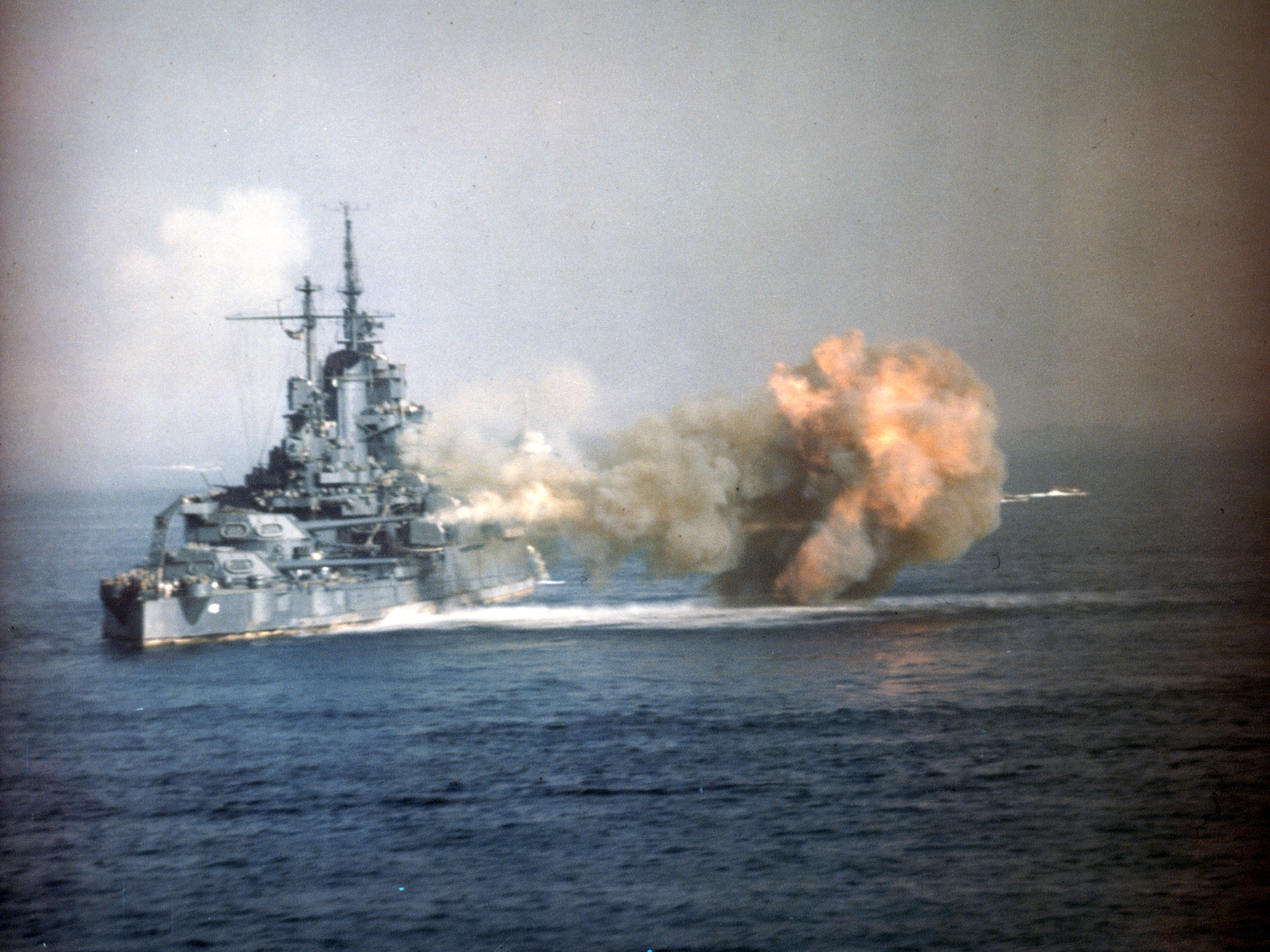
USS Idaho

### New Mexico-klasse
- Deplacement: 32.000 ton
- Bewapening: 12 × 14 in (356 mm) (4x3), 14 × 5 in (127 mm) (14x1), 2 × 21 in (533 mm) torpedobuizen
- Bepantsering:
- Snelheid: 21 knopen
- Schepen in klasse: 3: USS New Mexico, USS Mississippi, en USS Idaho
- In dienst: New Mexico in 1918, Mississippi in 1917 en Idaho in 1919
- Lot: verkocht als schroot, New Mexico & Idaho in 1947, Mississippi in 1956

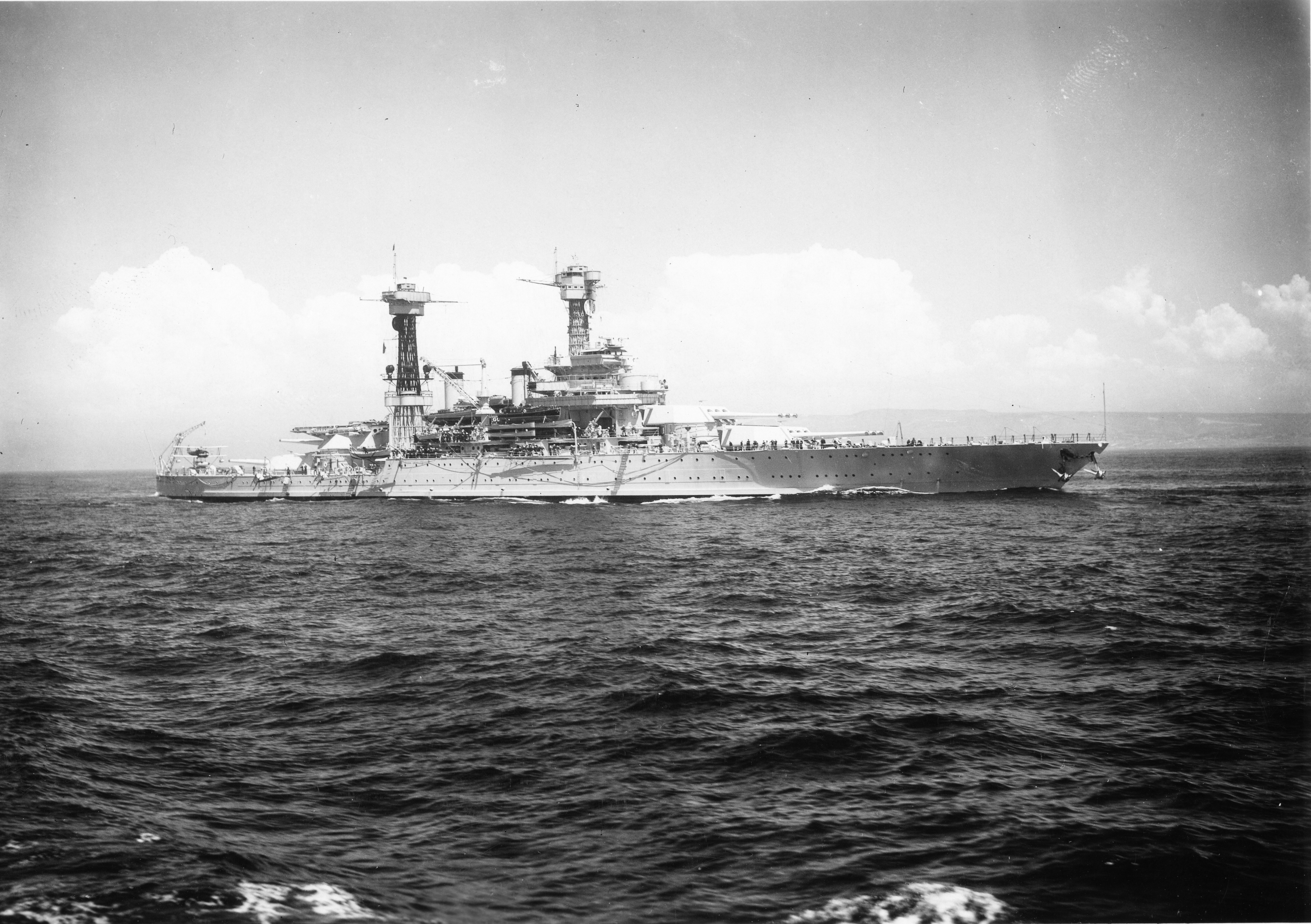
USS California

### Tennessee-klasse
- Deplacement: 32.000 ton
- Bewapening: 12 × 14 in (356 mm) (4x3), 14 × 5 in (127 mm) (14x1), 2 × 21 in (533 mm) torpedobuizen
- Bepantsering:
- Snelheid: 21 knopen
- Schepen in klasse: 2: USS Tennessee, en USS California
- In dienst: Tennessee in 1920, California in 1921
- Lot: beide Uit dienst 1947, verkocht als schroot 1959

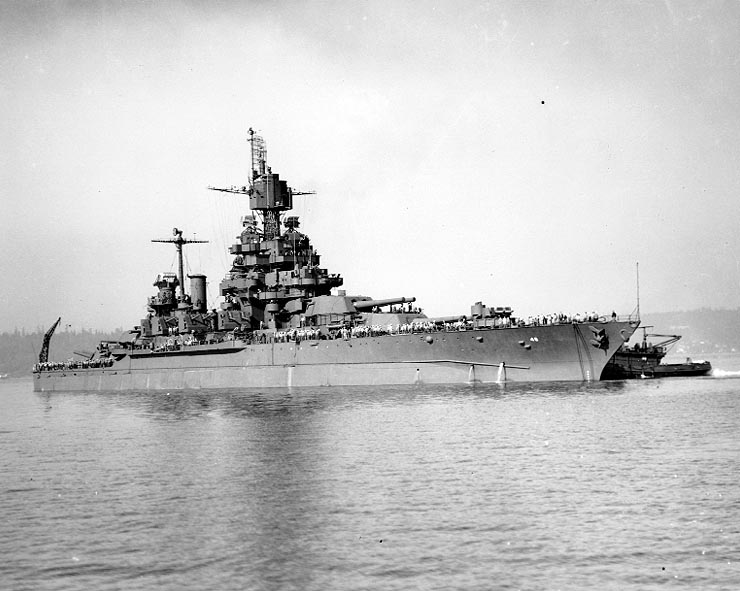
USS Maryland

### Colorado-klasse
- Deplacement: 32.600 ton
- Bewapening: 8 × 16 in (406 mm) (4x2), 12 × 5 in (127 mm) (12x1), 8 × 3 in (76 mm) (8x1), 2 × 21 in (533 mm) torpedobuizen
- Bepantsering:
- Snelheid: 21 knopen
- Schepen in klasse: 4: USS Colorado, USS Maryland, USS Washington, en USS West Virginia
- In dienst: Maryland in 1921, Colorado en West Virginia in 1923, Washington niet afgebouwd en gezonken als doel.
- Lot: alle drie uit dienst in 1947 en verkocht als schroot 1959.

### South Dakota-klasse
- Deplacement: 43.200 ton
- Bewapening: 12 × 16 in (406 mm) (4x3), 16 × 6 in (152 mm) (16x1), 8 × 3 in (76 mm) (8x1), 2 × 21 in (533 mm) torpedobuizen
- Bepantsering:
- Snelheid: 23 knopen
- Schepen in klasse: 6: USS South Dakota, USS Indiana, USS Montana, USS North Carolina, USS Iowa, en USS Massachusetts
- In dienst: geen in dienst genomen
- Lot: Allemaal afgeblazen voor tewaterlating 1923; gesloopt op de helling

## Tweede Wereldoorlog

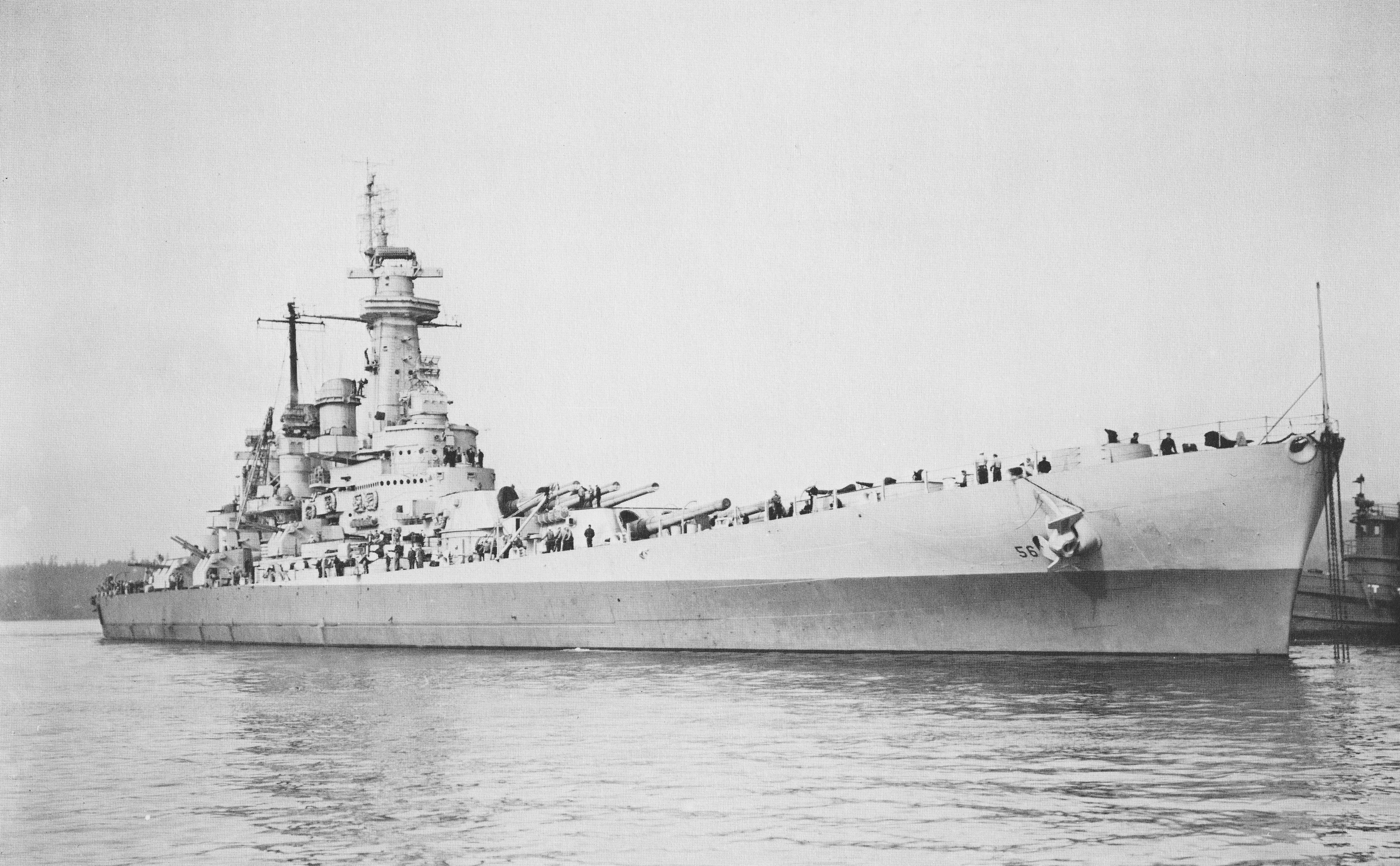
USS Washington

### North Carolina-klasse
- Deplacement: 35.000 ton
- Bewapening: 9 × 16 in (406 mm) (3x3), 20 × 5 in (127 mm) (10x2), 16 x 28 mm AA (4x4)
- Bepantsering:
- Snelheid: 28 knopen
- Schepen in klasse: 2: USS North Carolina en USS Washington
- In dienst: 1941
- Lot: North Carolina gepreserveerd als monument 1965; Washington gesloopt 1962

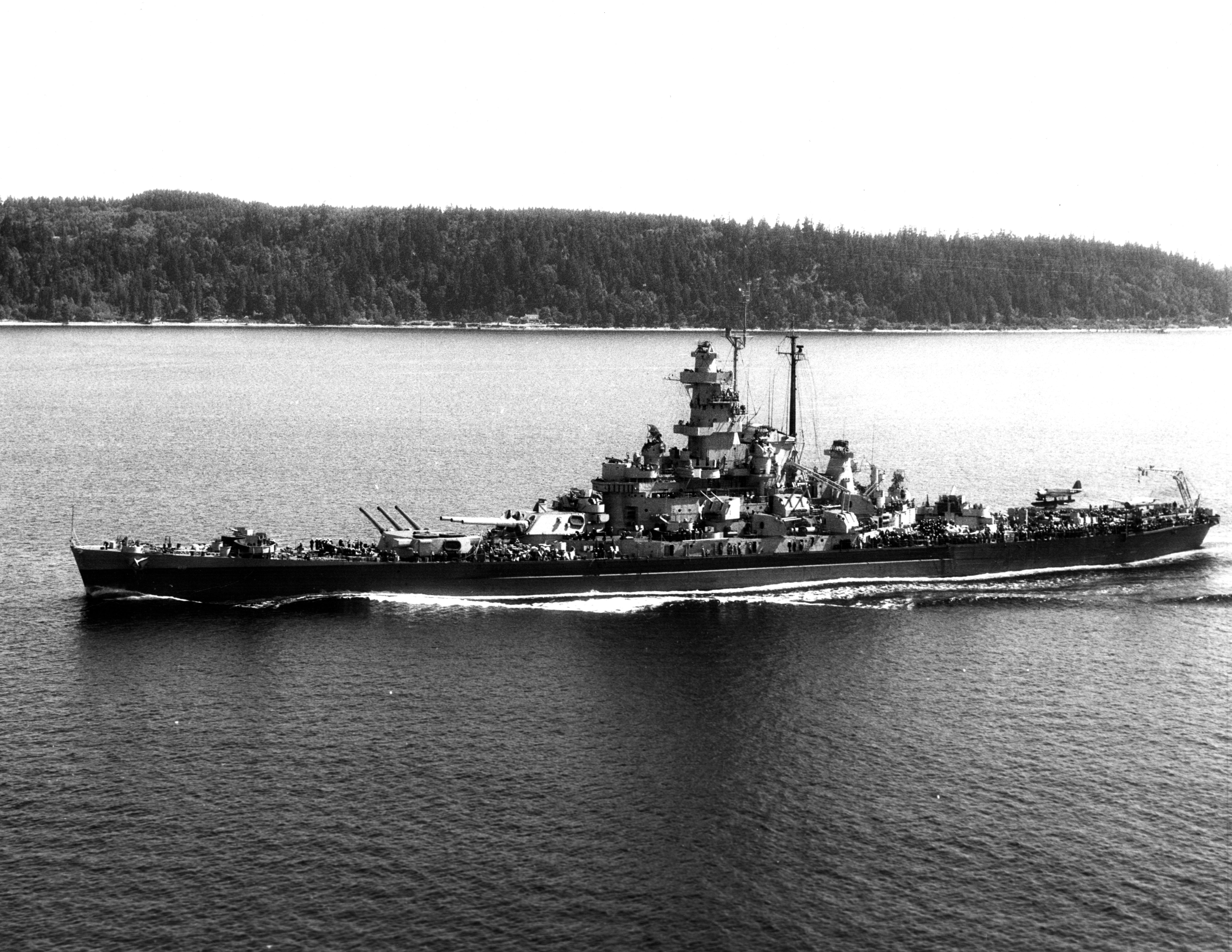
USS Massachusetts

### South Dakota-klasse
- Deplacement: 35.000 ton
- Bewapening: 9 × 16 in (406 mm) (3x3), 20 (16 op South Dakota) x 5 inch (10 or 8 x 2), tot 68 x 40 mm AA (17x4), tot 76 x 20 mm AA (76x1)
- Bepantsering:
- Snelheid: 27 knopen
- Schepen in klasse: 4: USS South Dakota, USS Indiana, USS Massachusetts, en USS Alabama
- In dienst: 1942
- Lot: South Dakota en Indiana gesloopt 1960; Massachusetts gepreserveerd als monument 1965; Alabama gepreserveerd als monument 1966

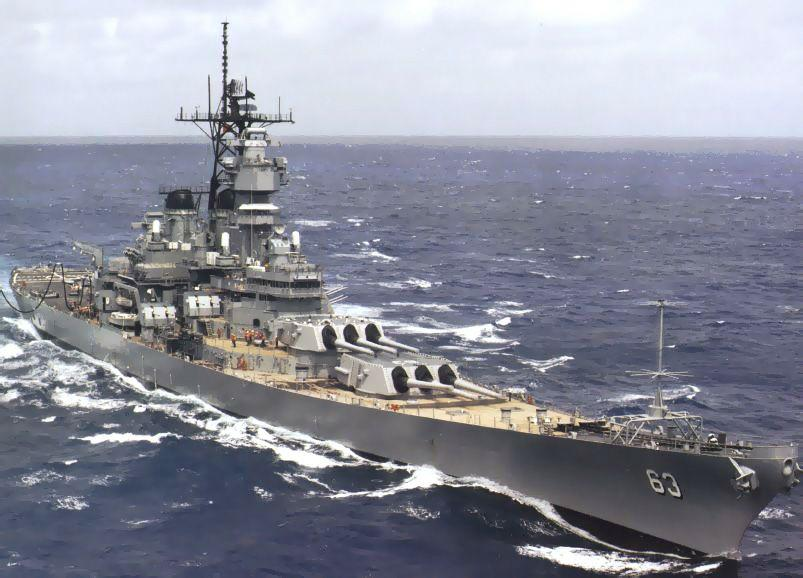
USS Missouri (1980s refit)

### Iowa-klasse
- Deplacement: 45.000 ton
- Bewapening: 9 × 16 in (406 mm) (3x3), 20 × 5 in (127 mm) (10x2), 80 x 40 mm AA (20x4), 49 x 20 mm AA (49x1) (1980 modificatie voegde toe 32 x Tomahawk en 16 x Harpoon raketten en 4 x Phalanx CIWS, en verwijderde 6 5-in kanonnen)
- Bepantsering:
- Snelheid: 33 knopen
- Schepen in klasse: 6: USS Iowa, USS New Jersey, USS Missouri, USS Wisconsin, USS Illinois, en USS Kentucky
- In dienst: vier in dienst
- Lot: Iowa in oplegging; Missouri gepreserveerd as monument 1993 in Pearl Harbor; Wisconsin gepreserveerd als monument Norfolk, Virginia; New Jersey gepreserveerd as monument in Camden, NJ; Illinois afgeblazen en gesloopt op de helling; Kentucky tewatergelaten 1950, niet afgebouwd, gesloopt 1958.

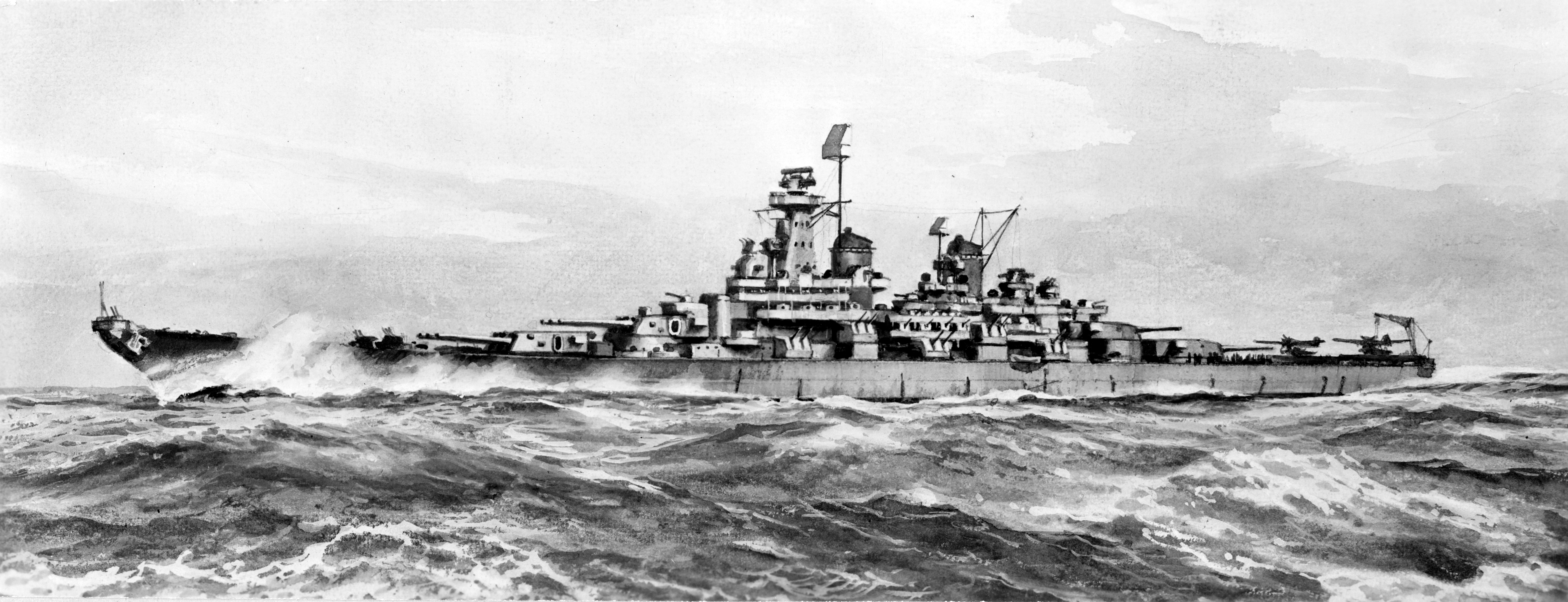
USS Montana (artist impression)

### Montana-klasse
- Deplacement: 65.000 ton
- Bewapening: 12 × 16 in (406 mm) (4x3), 20 × 5 in (127 mm) (10x2), ongespecificeerd aantal 40 mm en 20 mm
- Bepantsering:
- Snelheid: 29 knopen
- Schepen in klasse: 5: USS Montana, USS Ohio, USS Maine, USS New Hampshire, en USS Louisiana
- In dienst: Geen in dienst genomen
- Lot: Allemaal afgeblazen in 1943, voor de kiellegging

### Voorgestelde slagschepen
Zeven slagschepen, BB-72 tot BB-78, waren voorgesteld in 1942. Bewapening zou bestaan uit 8 × 18 in (4x2). Het project kwam niet verder dan de tekentafel; geen werden er besteld.